# Michela Lombardi
Michela Lombardi (* 19. Dezember 1973 in Viareggio) ist eine italienische Jazzmusikerin (Gesang, Komposition, Arrangement).

## Leben und Wirken
Lombardi, die bereits mit 14 Jahren als Sängerin auftrat, studierte Operngesang (1992–93) bei Delfo Menicucci und Jazzimprovisation (1994–95) bei Tiziana Ghiglioni. Sie absolvierte den Jazzstudiengang am Conservatorio di Musica Luigi Cherubini in Florenz mit Bestnoten; sie studierte Komposition und Jazz-Arrangement bei Riccardo Fassi. Zudem hat sie einen Bachelor-Abschluss in Philosophie und einen Master in Kommunikationstheater.
Lombardi nahm 1998 mit der Band Plisdebill (Marco Baracchino, Daniele Nannini, Fabio Marchiori, Cesare Manetti) ein gleichnamiges Album mit soulig-funkigen Coverversionen auf. Dann arbeitete sie mit Musikern wie Matt Garrison, Michael Baker, Alex Sipiagin, Tom Kirkpatrick, Gabriele Evangelista, Bernardo Guerra, Andrea Tofanelli, Massimo Faraò, Pietro Tonolo, Mattia Barbieri, Petra Magoni, Stefano Bollani, Marco Tamburini und Danilo Rea. Seit 1999 hat sie zehn Platten unter ihrem Namen veröffentlicht, zwei davon mit Renato Sellani und zwei mit Phil Woods (Phil Woods Songbook Vol. 1 und 2). Auf ihrem Album Live to Tell (2017), das gemeinsam mit dem Riccardo Fassi Trio, Don Byron und Steven Bernstein entstand, interpretierte sie Songs von Madonna. Sie schrieb den Text zu einem Song von Kenny Wheeler, den sie mit ihm bei Bargajazz 2007 interpretierte. Mit Nico Gori trat sie bei Umbria Jazz auf.
Unter dem auf Ingeborg Bachmann zurückgehenden Pseudonym Malina nahm Lombardi überdies das Pop-Album Gently Hard (1999) auf, dessen Titel „By Your Side“ Platz 12 der Billboard Club-Airplays-Charts erreichte. Weiterhin war sie Mitglied des Ensembles Baglioniana, das ein Album mit Liedern von Claudio Baglioni in Jazzversionen aufnahm. Sie ist auch auf Produktionen der Rossano Brazzi Band und von Savage zu hören.

## Preise und Auszeichnungen
Lombardi erhielt eine spezielle Erwähnung beim Crest Jazz Vocal Concours 2007, gewann den Publikumspreis als Komponistin beim Piacenza Jazz Note di Donna 2009 und wurde 2010 mit dem Ciampi Preis ausgezeichnet.